# Мардук-бел-усати
Мардук-бел-усати — царь Вавилонии, правил приблизительно в 851—850 годах до н. э. Сын Набу-апла-иддина.
Мардук-бел-усати восстал против брата царя Вавилонии (Кар-Дуниаша) Мардук-закир-шуми I, захватил город Дабан, и разделил с ним страну. Мардук-закир-шуми обратился за помощью против брата к царю Ассирии Салманасару III. Последний в 8-й год своего правления (851 год до н. э.) выступил в поход и в компании этого года захватил город Ме-Турнат, поддержавший Мардук-бел-усате, разбил армию Мардук-бел-усате под городом Ганнатой, который, видимо, был столицей государства Мардук-бел-усате, и опустошил окрестности данного города.
В следующий 9-й год своего правления (850 год до н. э.) царь Ассирии Салманасар III снова выступил на Вавилонию. Ассирийцы взяли штурмом и перебили население двух городов, поддерживавших Мардук-бел-усате: Лахира и Ганната. Мардук-бел-усате бежал в горы Иасуби, в крепость Арман. Салманасар окружил Арман и перебил всех, кто был в нём («ни один человек не сбежал из Армана» — говорится в летописи). Мардук-бел-усате, вероятно, погиб в Армане. После этого Салманасар занялся посещением религиозных и кутурных центров Кар-дуниаша: городов Куту, Вавилона, Борсиппы.
| VIII Вавилонская династия (Династия «Э») |                                            |                               |
| Предшественник: Набу-апла-иддин          | царь Вавилонии (юг) ок. 851 — 850 до н. э. | Преемник: Мардук-закир-шуми I |